# إدارة الوقت

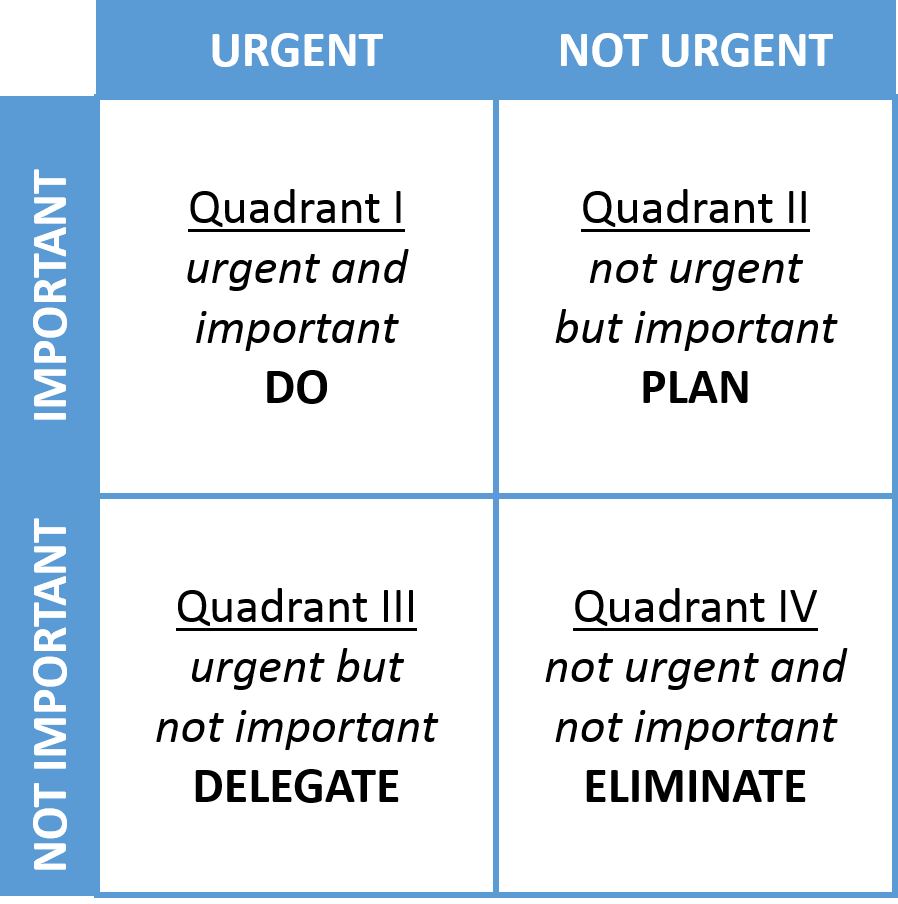
إدارة الوقت هي عملية تخطيطية للسيطرة على الوقت الذي يقضيه الإنسان في مختلف الأنشطة.
وهو عبارة عن نشاط تجميعي يهدف إلى تحقيق أقصى فائدة عامة لمجموعة من الأنشطة الأخرى في إطار شرط الحدود لفترة زمنية محدودة، حيث لا يمكن إدارة الوقت نفسه نظرًا لأنه ثابت. قد يتم مساعدة إدارة الوقت من خلال مجموعة من المهارات والأدوات والتقنيات المستخدمة لإدارة الوقت عند إنجاز المهام والمشروعات والأهداف المحددة التي تتوافق مع تاريخ الاستحقاق. في البداية، أشارت إدارة الوقت إلى أنشطة العمل أو العمل فقط، ولكن في النهاية تم توسيع المصطلح ليشمل الأنشطة الشخصية أيضًا. نظام إدارة الوقت هو مجموعة مصممة من العمليات والأدوات والتقنيات والأساليب. عادة ما تكون إدارة الوقت ضرورة في أي مشروع تطوير  حيث إنها تحدد وقت إنجاز المشروع ونطاقه.
الموضوعات الرئيسية الناشئة عن الأدبيات المتعلقة بإدارة الوقت تشتمل على ما يلي:
- خلق بيئة مواتية للفعالية.
- تحديد الأولويات.
- تنفيذ النشاط حول تحديد الأولويات.  
- عملية ذات الصلة من تقليل الوقت الذي يقضيه على غير الأولويات.
- حوافز لتعديل السلوك لضمان الالتزام بالمواعيد النهائية المتعلقة بالوقت.
ترتبطُ إدارة الوقت بمفاهيم مختلفة مثل:
- إدارة المشاريع: يمكن اعتبار إدارة الوقت مجموعة فرعية لإدارة المشاريع وتعرف أكثر باسم تخطيط المشروع وجدولة المشروع، كما تم تحديد إدارة الوقت كأحد الوظائف الأساسية المحددة في إدارة المشروع.[2]

ترتبط إدارة الاهتمام بإدارة الموارد المعرفية، وعلى وجه الخصوص الوقت الذي يخصص فيه البشر عقلهم (وينظمون عقول موظفيهم) للقيام ببعض الأنشطة.
- إدارة الوقت التنظيمي هو علم تحديد وتقييم وخفض تكلفة الوقت داخل المؤسسات، وتقارير وتقيم الوقت المستدام مالياً، والوقت الضائع والوقت الفعال داخل المنظمة وتطور حالة العمل لتحويل الوقت الضائع إلى وقت إنتاجي من خلال تمويل المنتجات أو الخدمات أو المشاريع أو المبادرات بعائد إيجابي على الاستثمار.

طرق إدارة الوقت تُعدّ إدارة الوقت من الأمور المهمّة لإنجاز المهام بفاعلية وكفاءة عالية، وتُساعد الطرق الآتية على إدارة الوقت.

## خلق بيئة فعالة
ويشدد بعض الأدبيات [المتعلقة بإدارة الوقت] على المهام المتعلقة بتهيئة بيئة مواتية لفعالية «حقيقية». تتضمن هذه الاستراتيجيات مبادئ مثل:
- «تنظيم» فرز الأوراق والمهام.
- «حماية الوقت» العزل والعزل والتفويض.
- «الإنجاز من خلال إدارة الأهداف ومن خلال التركيز على الهدف» التركيز التحفيزي.
- «التعافي من العادات الزمنية السيئة» الشفاء من المشاكل النفسية الكامنة، على سبيل المثال، المماطلة.
ويشير المؤلفون على خلق بيئة فعالة، مثل وجود مكتب أو منزل أنيق لإطلاق العنان للإبداع، والحاجة إلى حماية «وقت الذروة»، ويركز الأدب أيضًا على التغلب على المشكلات النفسية المزمنة مثل المماطلة.
قد ينتج عن عدم القدرة المفرطة والمزمنة على إدارة الوقت بشكل فعّال من اضطراب فرط الحركة المفرط (ADHD) أو اضطراب نقص الانتباه (ADD) <
وتشمل المعايير التشخيصية إحساسًا بانخفاض التحمل، وصعوبة التنظيم، ومشاكل في البدء، ومشكلات إدارة العديد من المشاريع المتزامنة، ومشاكل في المتابعة، يركز بعض المؤلفين على القشرة المخية قبل الجبهية، وهو أحدث جزء متطور من الدماغ. وهو يتحكم في وظائف فترة الانتباه، والتحكم في الاندفاعات، والتنظيم، والتعلم من التجربة والرصد الذاتي، وغير ذلك. يجادل بعض المؤلفين بأن تغيير طريقة عمل القشرة الأمامية الجبهية أمر ممكن وقد يقدم حلول.
 

## تحديد الأولويات والأهداف
غالبًا ما ترتبط استراتيجيات إدارة الوقت بالتوصية بتعيين الأهداف الشخصية. وتؤكد الأدبيات على مواضيع مثل:
- «العمل في ترتيب الأولوية» تحديد الأهداف وتحديد الأولويات.
- «تعيين أهداف الجاذبية» التي تجذب الإجراءات تلقائيًا.
يتم تسجيل هذه الأهداف ويمكن تقسيمها إلى مشروع أو خطة عمل أو قائمة مهام بسيطة، بالنسبة للمهام الفردية أو للأهداف، يمكن تحديد درجة الأهمية، وتحديد المواعيد النهائية، وتحديد الأولويات. وينتج عن هذه العملية خطة تحتوي على قائمة مهام أو جدول أو تقويم للأنشطة. قد يوصي المؤلفون بفترات تخطيط يومية أو أسبوعية أو شهرية أو غيرها من المراحل المرتبطة بنطاق تخطيط أو مراجعة مختلفين. يتم ذلك بطرق مختلفة، على النحو التالي.

## ABCD تحليل
التقنية التي تم استخدامها في إدارة الأعمال لفترة طويلة هي تصنيف البيانات الكبيرة في مجموعات. غالبًا ما يتم وضع علامة على هذه المجموعات (أ) و (ب) و (ج) و (د) - ومن هنا تأتي الاسم. يتم ترتيب الأنشطة من خلال هذه المعايير العامة:
أ- المهام التي ينظر إليها على أنها مهمة وملحة.
ب - المهام المهمة ولكنها ليست ملحة.
ج- المهام غير المهمة ولكنها عاجلة.
د - المهام غير المهمة وغير العاجلة.
يتم ترتيب كل مجموعة حسب الأولوية. لمزيد من تحسين تحديد الأولويات، يختار بعض الأفراد تصنيف العناصر «ب» أو «ا» أو «ج». يمكن أن يتضمن تحليل «أ ب ج» أكثر من ثلاث مجموعات.
وكثيرا ما يقترن تحليل «أ ب ج  د» مع تحليل باريتو

### تحليل باريتو
إن فكرة باريتو هي امكانية إكمال 80٪ من المهام في 20٪ من الوقت المتاح. ستستغرق نسبة 20٪ المتبقية من المهام 80٪ من الوقت. يستخدم هذا المبدأ لفرز المهام إلى قسمين. وفقًا لهذا النموذج من تحليل باريتو، يُنصح بتعيين المهام التي تقع في الفئة الأولى أولوية أعلى.
يمكن أيضًا تطبيق القاعدة 80-20 لزيادة الإنتاجية: يفترض أن 80٪ من الإنتاجية يمكن تحقيقها من خلال القيام بـ20٪ من المهام. وبالمثل، يمكن أن تعزى 80٪ من النتائج إلى 20٪ من النشاط. إذا كانت الإنتاجية هي الهدف من إدارة الوقت، فيجب أن تكون الأولوية لهذه المهام أعلى.
يعتمد ذلك على الطريقة المعتمدة لإكمال المهمة، هناك دائما طريقة أبسط وأسهل لإكمال المهمة، إذا استخدمنا طريقة معقدة، فسيستغرق الأمر وقتًا طويلاً، لذا، يجب على المرء دائمًا محاولة العثور على طرق بديلة لإكمال كل مهمة.

### طريقة ايزنهاور
تنبع «طريقة آيزنهاور» من اقتباس منسوب إلى دوايت د. أيزنهاور: «لدي نوعان من المشاكل، العاجلة والمهمة. المهم ليست مهمة، والمهمة ليست ملحة أبدا.» 
باستخدام مبدأ قرار أيزنهاور، يتم تقييم المهام باستخدام المعايير الهامة/غير المهمة والعاجلة/غير العاجلة ، ثم يتم وضعها في الكواد وفقا لمصفوفة أيزنهاور (المعروف أيضًا باسم "صندوق آيزنهاور" أو "قرار آيزنهاور" ماتريكس ". ثم يتم التعامل مع المهام على النحو التالي:
عن طريق تقسيم المهام إلى:
- المهم/عاجل تتم على الفور وشخصيا على سبيل المثال.

### طريقة تفاعل الدومينو
الفكرة أن هناك إجراءات تستثمرها في وقت واحد والتي تنتج بمرور الوقت في قنوات مختلفة. كتابة هذا الكتاب هو إجراء من هذا القبيل، لأنه يتطلب جهدا لمرة واحدة، وبمجرد الانتهاء من ذلك، فإنه يستمر في خدمتك 

### طريقة POSEC
POSEC هو اختصار لـ«تحديد الأولويات عن طريق التنظيم، التبسيط، الاقتصاد والمساهمة». يفرض الأسلوب قالبًا يؤكد على شعور الفرد العادي بالأمان العاطفي والنقدي. وتقترح أنه من خلال الاهتمام بالمسؤوليات الشخصية للمرء أولاً، يكون الفرد في وضع أفضل لتحمل المسؤوليات الجماعية.
الاصل في الاختصار هو التسلسل الهرمي للإدراك الذاتي، والذي يعكس هرمية أبراهام ماسلو من الاحتياجات:
تحديد الأولويات- وقتك وتحديد حياتك بالأهداف.
تنظيم- الأمور التي يجب عليك إنجازها بانتظام لتكون ناجحة (الأسرة والمالية).
تبسيط- أشياء قد لا ترغب في القيام بها، ولكن يجب القيام بها (العمل والأعمال المنزلية).
الاقتصاد- أشياء يجب عليك القيام بها أو حتى القيام بها، ولكنها ليست ملحة بشكل عاجل (التسلية والتنشئة الاجتماعية).  
المساهمة- من خلال الانتباه إلى الأشياء القليلة المتبقية التي تحدث فرقا (الالتزامات الاجتماعية).

## تنفيذ الأهداف
قائمة المهام (أيضًا قائمة المهام أو المهام الواجب تنفيذها) هي قائمة بالمهام المراد إكمالها، مثل المهام أو الخطوات نحو إكمال المشروع، إنها أداة جرد تعمل كبديل أو ملحق للذاكرة.
يتم استخدام قوائم المهام في الإدارة الذاتية، وقوائم البقالة، وإدارة الأعمال، وإدارة المشاريع، وتطوير البرمجيات  قد تتضمن أكثر من قائمة واحدة.
عندما يتم إنجاز أحد العناصر الموجودة في قائمة المهام، يتم فحص المهمة أو إهمالها. الطريقة التقليدية هي كتابة هذه على قطعة من الورق  وعادة على لوحة ملاحظة ويمكن أن تحتوي قوائم المهام أيضًا على شكل قوائم تدقيق الورق أو البرامج.
تقترح الكاتبة جولي مورجنسترن «ما يجب فعله وما ينبغي عمله» في إدارة الوقت والتي تشمل:
- قم بتخطيط كل ما هو مهم من خلال إنشاء قائمة مهام.  
- خلق «واحة من الزمن» لأحد للسيطرة.  
- قل «لا».  
- ضع الأولويات.
- لا تسقط كل شيء.
- لا تعتقد أن المهمة الحرجة ستتم في وقت الفراغ.
تتوفر الآن العديد من المرادفات الرقمية، بما في ذلك تطبيقات إدارة المعلومات الشخصية (PIM) ومعظم أجهزة المساعد الرقمي الشخصي (PDA). هناك أيضًا العديد من تطبيقات قائمة المهام المستندة إلى الويب، والعديد منها مجاني.

## تنظيم قائمة المهام
قوائم المهام غالباً ما تكون مصورة ومبينة، ويتضمن أبسط نظام متدرج قائمة مهام عامة (أو ملف يحمل المهام) لتسجيل جميع المهام التي يحتاجها الشخص لإنجازها، وقائمة المهام اليومية التي يتم إنشاؤها كل يوم عن طريق نقل المهام من المهام العامة إلى اليومية، والبديل هو إنشاء «قائمة لا يجب فعلها»، لتجنب المهام غير الضرورية.
قوائم المهام غالبا ما تكون ذات أولوية:
وتعزى القائمة اليومية لأشياء يمكن القيام بها، مرقمة حسب ترتيب أهميتها، ويتم تنفيذها بهذا الترتيب في كل مرة وبشكل يومي، إن المستشار آيفي لي (1877-1934) اعتبارها أكثر النصائح الربحية التي تلقاها تشارلز إم. شواب (1862-1939)، رئيس شركة بيت لحم للحديد.
كان من أوائل المدافعين عن تحديد أولوية «أ ب ج» ألان ليكين، في عام 1973، في نظامه «أ» كانت العناصر الأكثر أهمية، «ب» التالي في الأكثر أهمية، «ج» أقل أهمية.
طريقة معينة لتطبيق أسلوب [ أ ب ج ] يعين «أ» للمهام التي يتعين القيام بها في غضون يوم، «ب» في الأسبوع، و «ج» في الشهر.
لتحديد أولوية قائمة المهام اليومية، يقوم أحدهما بتسجيل المهام حسب ترتيب الأولوية القصوى، أو يعينهم رقمًا بعد إدراجه ("1" للأعلى أولوية، "2" للأولوية العليا الثانية، إلخ) التي تشير إلى الأولوية التي تأمر بتنفيذ المهام، تكون الطريقة الأخيرة أسرع بشكل عام، مما يسمح بتسجيل المهام بسرعة أكبر.
طريقة أخرى لتحديد أولويات المهام الإجبارية (المجموعة أ) هي وضع أكثر الأشياء غير المرغوبة أولاً، عند الانتهاء، تبدو بقية القائمة أسهل، ويمكن للمجموعتين «ب» و «ج» أن تستفيد من الفكرة نفسها، ولكن بدلاً من القيام بالمهمة الأولى على الفور، فإنها تعطي الدافع للقيام بمهام أخرى من القائمة لتجنب المهمة الأولى.
وقد طرح المؤلف البريطاني مارك فورستر في مقاله بعنوان «افعل ذلك غدًا وأسرارًا أخرى لإدارة الوقت»، نهجا مختلفًا تمامًا يناقش عدم تحديد الأولويات تمامًا، يعتمد هذا على فكرة تشغيل قوائم المهام «المغلقة»، بدلاً من قائمة المهام «المفتوحة» التقليدية، ويجادل بأن القوائم التقليدية التي لا تنتهي أبدا تكفل فعليًا ترك بعض عملك، هذا النهج يدافع عن إنجاز كل عملك، كل يوم، وإذا كنت غير قادر على تحقيقه، فسوف يساعدك على تشخيص أين تذهب بشكل خاطئ وما يحتاج إلى تغيير.
أكد كتاب مختلفون على الصعوبات المحتملة في قوائم المهام مثل:
يمكن أن تتولى إدارة القائمة مسؤولية تنفيذها، يمكن أن يحدث هذا بسبب التسويف عن طريق إطالة نشاط التخطيط، هذا شبيه بتحليل الشلل، كما هو الحال مع أي نشاط.
يجب أخذ بعض مستويات التفاصيل كأمر مسلم به لكي يعمل نظام المهام، بدلا من وضع «تنظيف المطبخ»، «تنظيف غرفة النوم»، و«تنظيف الحمام»، فمن أكثر كفاءة لوضع «التدبير المنزلي» وتوفير الوقت الذي يقضيه في الكتابة والحد من الحمل الإداري للنظام (كل مهمة دخلت في النظام يولد تكلفة في الوقت والجهد لإدارتها، إلى جانب تنفيذ المهمة) ومع ذلك فإن خطر توحيد المهام هو أن «التدبير المنزلي» في هذا المثال قد يثبت أنه غالبًا أو يتم تعريفه بشكل غريب، مما يزيد من خطر المماطلة أو مشروعًا يسيء للإدارة.
قائمة المهام الروتينية تضيع الوقت إذا كنت معتادًا على تنظيف أسنانك بالفرشاة يوميًا، فلا يوجد سبب لإدراجها في قائمة المهام وينطبق نفس الشيء على الخروج من السرير، وتحديد الوجبات، وما إلى ذلك. إذا كنت بحاجة إلى تتبع المهام الروتينية، فقد يكون من المفيد استخدام قائمة قياسية أو مخطط، لتجنب إجراء إدراج هذه العناصر يدويًا مرارًا وتكرارً.
للحفاظ على المرونة، يجب أن يسمح نظام المهام بحدوث كارثة يجب أن تكون الشركة جاهزة لمواجهة كارثة. حتى لو كانت كارثة صغيرة، إذا لم يقم أحد بتخصيص وقت لهذا الموقف، فإنه يمكن أن ينتشر، ويحتمل أن يتسبب في أضرار للشركة.
لتجنب التعثر في نمط الإسراف، يجب أن يتضمن نظام المهام أيضًا جلسات تخطيط وتقييم نظامية (شهرية، نصف سنوية، سنوية)، للتخلص من عدم الكفاءة وضمان توجه المستخدم في الاتجاه الصحيح الرغبات.
إذا لم يتم إنفاق بعض الوقت بانتظام على تحقيق أهداف بعيدة المدى، فقد يعلق الفرد في نمط عقد دائم على خطط قصيرة الأجل، مثل البقاء في وظيفة معينة لفترة أطول مما كان مقرراً في الأصل.

## تطبيقات برمجية
تستخدم العديد من الشركات برامج تتبع الوقت لتتبع وقت العمل للموظف، وساعات العمل المستحقة، وما إلى ذلك، على سبيل المثال، برنامج إدارة الممارسات القانونية.
تدعم العديد من منتجات البرامج لإدارة الوقت العديد من المستخدمين. فهي تسمح للشخص بإعطاء المهام للمستخدمين الآخرين واستخدام البرنامج للتواصل.
يمكن اعتبار تطبيقات قائمة المهام على أنها إدارة معلومات شخصية خفيفة الوزن أو برامج إدارة مشروعات.
قد تحتوي تطبيقات قائمة المهام الحديثة على تسلسل هرمي للمهام المضمنة (تتكون المهام من مهام فرعية قد تحتوي مرة أخرى على مهام فرعية)،  وقد تدعم طرقًا متعددة لتصفية وترتيب قائمة المهام، وقد تسمح لأحدها بربط ملاحظات طويلة بشكل تعسفي كل مهمة.
على النقيض من مفهوم السماح للشخص باستخدام طرق تصفية متعددة، يحتوي منتج برمجيات واحد على الأقل بالإضافة إلى ذلك على وضع يقوم فيه البرنامج بمحاولة تحديد أفضل المهام بشكل ديناميكي في أي لحظة.

## نظم إدارة الوقت
غالبًا ما تتضمن أنظمة إدارة الوقت ساعة زمنية أو تطبيقًا يستند إلى الويب يستخدم لتتبع ساعات عمل الموظف. تتيح أنظمة إدارة الوقت لأصحاب العمل رؤى حول القوى العاملة لديهم، مما يسمح لهم برؤية وتخطيط وإدارة وقت الموظفين. إن القيام بذلك يسمح لأرباب العمل بالتحكم في تكاليف العمالة وزيادة الإنتاجية. يعمل نظام إدارة الوقت على أتمتة العمليات، التي تقضي على العمل الورقي والمهام الشاقة.

## إنجاز الأشياء
الحصول على الأشياء تم إنشاؤها بواسطة ديفيد ألين. الفكرة الأساسية وراء هذه الطريقة هي إنهاء جميع المهام الصغيرة على الفور، وتنقسم المهمة الكبيرة إلى مهام أصغر للبدء في إكمالها الآن. السبب وراء هذا هو تجنب تحميل المعلومات الزائدة أو «تجميد الدماغ» الذي من المرجح أن يحدث عندما يكون هناك مئات المهام. يتمثل الهدف من GTD في تشجيع المستخدم على إخراج مهامه وأفكاره على الورق وتنظيمها في أسرع وقت ممكن حتى يسهل إدارتها ومراقبتها.

## بومودورو
تم تصميم «تقنية بومودورو» للفنان فرانشيسكو سيريلو في أواخر الثمانينيات من القرن الماضي وتم تحسينها تدريجيًا حتى تم تعريفها لاحقًا في عام 1992. وهذه التقنية هي الاسم الذي أطلق عليه اسم «بومودورو» (وهو عبارة عن طماطم للمطبخ الإيطالي على شكل طماطم) استخدمه في البداية Cirillo خلال فترة وجوده في الجامعة. يوصف «بومودورو» كمقياس أساسي للوقت داخل التقنية ويعرف تقليديًا بأنه 30 دقيقة، ويتألف من 25 دقيقة من العمل و 5 دقائق من وقت الاستراحة. كما يوصي Cirillo كسر أطول من 15 إلى 30 دقيقة بعد كل أربعة Pomodoros. من خلال التجريب الذي اشتمل على مجموعات عمل مختلفة وأنشطة إرشاد، حدد Cirillo «بومودورو المثالي» لمدة 20 إلى 35 دقيقة.
هناك أنواع متعددة لتقنية بومودورو تسمح للأفراد بتكييف مبادئ تقنية بومودورو لتناسب أسلوب عملهم الشخصي بشكل أفضل.
ومن هذه الأنواع:
العمل في فترات زمنية مدتها 90 دقيقة بدلاً من فترة مدتها 25 دقيقة، وهذا يعكس دورة تركيز طبيعية.
العمل في فترات زمنية طبيعية؛ توجد في حياة المرء فترات زمنية محددة يمكن للمرء الاستفادة منها: على سبيل المثال: الفترة بين الاجتماعات، أو الوقت حتى عودة الأطفال أو الشريك إلى المنزل، أو الوقت حتى انتهاء غسالة الأطباق.
مراقبة فترات الإنتاجية العالية ومن هذه البيانات يمكن للشخص أن يتوصل إلى أفضل نظام إنتاجي.
تحافظ كل هذه الأساليب على مبدأ تقنية بومودورو الأساسي للعمل في فترات زمنية محددة، لكنها تعدل الفترات لتناسب الاحتياجات الفردية بشكل أفضل.

## القضاء على غير الأولويات
تغطي إدارة الوقت أيضًا كيفية التخلص من المهام التي لا تقدم قيمة للفرد أو المؤسسة.
وفقا لساندبيرج ،  قوائم المهام «ليست مفتاح الإنتاجية [التي] تصعدت لتكون». ويقدر أن «30٪ من المتصلين ينفقون مزيدًا من الوقت في إدارة قوائمهم أكثر من الوقت الذي يمضونه في إكمال ما لديهم».
ويؤكد هندريكسون  أن الالتزام الصارم بقوائم المهام يمكن أن يخلق «طغيان قائمة المهام» التي تدفع المرء إلى «إضاعة الوقت في أنشطة غير مهمة».

## وقت الدراسة
يعتبر التعلم نشاطًا لا يخلو من الإجهاد ويبلغ عن التعرض الذي يتم تلقيه مع مراعاة الذهن. يعتبر أي شكل من أشكال الضغط ضئيلًا للتعلم والحياة، حتى إذا كان يمكن اكتساب القدرة على التكيف (الضغط المفيد eustress) تكون آثاره ضارة. لكن الإجهاد هو جزء لا يمكن تجنبه في الحياة اليومية، ويقترح رينهولد نيبور مواجهة ذلك، وكأنه يمتلك «السكينة لقبول الأشياء التي لا يمكن لأحد أن يتغير ولديها الشجاعة لتغيير الأشياء التي يستطيع المرء أن يفعلها».
جزء من تحديد الأولويات والأهداف هو «القلق» العاطفي، وتتمثل وظيفته في تجاهل الحاضر للتثبيت على مستقبل لا يصل أبداً، مما يؤدي إلى حساب لا طائل من وقته وطاقته. إنها تكلفة غير ضرورية أو جانب زائف يمكن أن يتداخل مع الخطط بسبب العوامل البشرية. طريقة أيزنهاور هي إستراتيجية تستخدم للتنافس على المهام القلقية والهامدة. القلق كضغوط، هو رد فعل لمجموعة من العوامل البيئية. فهم هذا ليس جزءا من الشخص يعطي الشخص إمكانيات لإدارتها. الرياضيون تحت قيادة مدرب يدعون هذه الإدارة بأنها «وضع وجه اللعبة.» 
التغيير صعب وأنماط الحياة اليومية هي أكثر العادات الراسخة بعمق. للقضاء على غير الأولويات في وقت الدراسة يقترح تقسيم المهام ، التقاط اللحظات، مراجعة طريقة التعامل مع المهام، تأجيل المهام غير المهمة (يفهمها ارتباطها الحالي والشعور بالإلحاح الذي يعكس رغبات الشخص بدلاً من الأهمية)، التحكم في الحياة التوازن (الراحة، النوم، أوقات الفراغ)، والغش الترفيهي والوقت غير المنتج (سماع تسجيل صوتي للمحاضرات، والانتقال من خلال عروض المحاضرات في طوابير، وما إلى ذلك).
بعض العوامل غير الضرورية التي تؤثر على إدارة الوقت هي العادات، وعدم تحديد المهمة (عدم الوضوح)، والإفراط في حماية العمل، والشعور بالذنب بعدم تحقيق الأهداف وتجنب المهام الحالية، وتحديد المهام ذات التوقعات الأعلى من قيمتها (الإفراط في المؤهلين)، مع التركيز على المسائل التي لها نظرة إيجابية واضحة دون تقييم أهميتها للاحتياجات الشخصية، والمهام التي تتطلب الدعم والوقت والمصالح الإقليمية والصراعات، وما إلى ذلك. تصبح العملية المنهجية المعتادة جهازًا يمكن للشخص استخدامه مع الملكية لإدارة الوقت بفعالية.

## روابط اضافية
- ضبط النفس
- اندفاعية
- اضطراب نقص الانتباه مع فرط النشاط
- تعدد المهام عند الإنسان
- اهتمام جزئي مستمر